# Disney's The Lion King
The Lion King és un videojoc basat en la pel·lícula homònima de Walt Disney Animation Studios per a diverses consoles, entre elles la Super Nintendo i la Mega Drive. El jugador controla en Simba, que avança per plataformes fins a créixer i enfrontar-se al seu oncle Scar, que actua com a cap final. Les plataformes són laterals, excepte en un nivell on ha de fugir d'una estampida de nyus i zebres en vertical. Respecte altres jocs similars, destaca per la seva dificultat, pels moviments adaptats a un felí (amb un atac de garres i relliscades) i la fidelitat dels gràfics als dibuixos animats originals. En els nivells d'obstacles, apareixen pistes que indiquen per on sortiran, per poder preparar adequadament el salt. El joc va vendre més d'un milió de còpies. 